# Mantra-Rock Dance

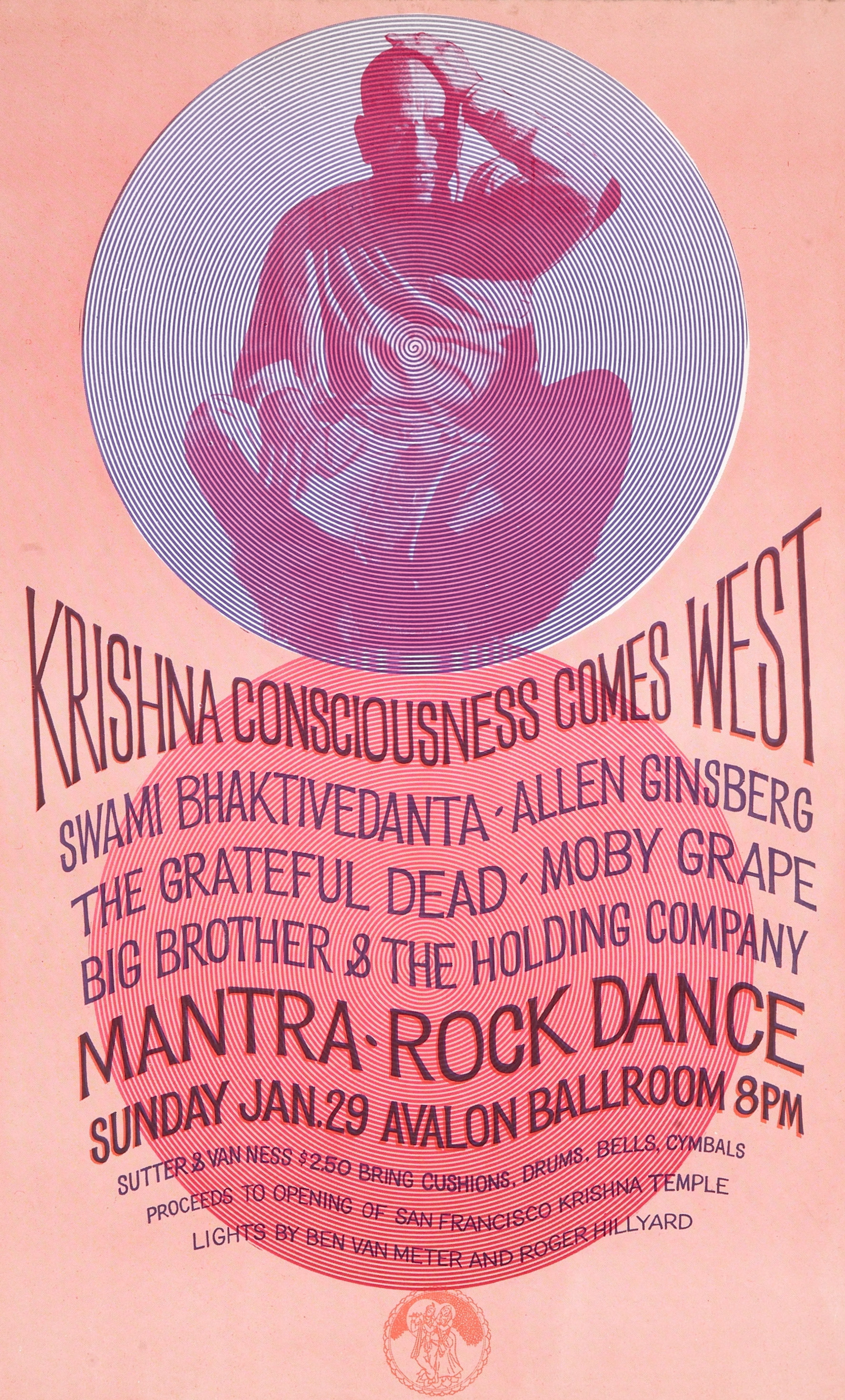
Das Mantra-Rock-Poster von Harvey W. Cohen (Dezember 1966)

Das Mantra-Rock Dance war ein Rockkonzert, das am 29. Januar 1967 im Avalon Ballroom in San Francisco stattfand. Das Konzert war ein frühes Ereignis der Hippie-Gegenkultur im Jahr des Summer of Love.
Organisiert wurde das Konzert von Anhängern der Internationalen Gesellschaft für Krishna-Bewusstsein (International Society for Krishna Consciousness, ISKCON), damit deren Gründer A. C. Bhaktivedanta Prabhupada sich an ein größeres Publikum wenden konnte. Zusätzliches Ziel war das Sammeln von Spenden für das erste Zentrum der Bewegung an der Westküste der Vereinigten Staaten.
Beim Mantra-Rock Dance traten einige der bekanntesten Rockbands ihrer Zeit auf, darunter Grateful Dead und  Big Brother and the Holding Company mit Janis Joplin, sowie die bis dahin relativ unbekannte Gruppe Moby Grape. Die Bands traten kostenlos auf; die Einnahmen des Konzerts gingen an den örtlichen Hare-Krishna-Tempel. Zum Erfolg des Konzerts trug auch die Teilnahme führender Persönlichkeiten der Gegenkultur bei, etwa des Dichters Allen Ginsberg und der LSD-Befürworter Timothy Leary und Owsley Stanley.